# Euphorbia gedrosiaca
Euphorbia gedrosiaca är en törelväxtart som beskrevs av Rech.f., Aellen och Esfandiar Esfandiari. Euphorbia gedrosiaca ingår i släktet törlar, och familjen törelväxter. Inga underarter finns listade i Catalogue of Life.